# 高木英和
京士郎（きょうしろう、1986年9月23日 - ）は、日本の俳優。血液型はA型。身長183cm。

## 来歴
- 東京都出身。
- 2008年よりクラシックバレエ、ジャズダンスを始め舞台俳優を目指す。
- 2009年、日生オペラ『ヘンゼルとグレーテル』で俳優デビュー。
- 2011年、ミュージカル「テニスの王子様　青学VS不動峰」に出演[2]。
- 以前はカオス・パフォーマーズオフィスに所属していた。

## 人物
- 身長183cm。
- スリーサイズは91・73・94cm。
- 足のサイズは27cm。
- 趣味は映画観賞・写真撮影・ダンス。
- 特技はラグビー・野球。
- 普通自動車免許を取得している。

## 出演

### 舞台
- 日生オペラ『ヘンゼルとグレーテル』（2009年11月7日 - 8日、日生劇場） - 助演
- ミュージカル『冒険者たち』再演（2010年6月10日 - 20日、サンシャイン劇場 他）
- ミュージカル『テニスの王子様』2ndシーズン - 石田鉄 役
  - 青学VS不動峰（2011年1月5日 - 2月11日、JCBホール 他）
  - Dream Live 2011（2011年11月5日 - 13日、神戸ワールド記念ホール 他）
  - 春の大運動会 2012（2012年5月13日、有明コロシアム）
  - コンサート SEIGAKU Farewell Party（2012年10月11日 - 14日、TOKYO DOME CITY HALL）ゲスト出演（本人として出演）
  - 春の大運動会 2014（2014年4月26日、横浜アリーナ）
- 舞台「銀河英雄伝説 外伝　ミッターマイヤー・ロイエンタール編（2011年6月22日 - 26日、サンシャイン劇場）
- 舞台『友情～秋桜のバラード』（2011年8月24日 - 9月9日、三越劇場 他）- 大場秀男 役
- 裏切りは僕の名前を知っている（2011年12月21日 - 25日、博品館劇場） - バユー（原作での呼称） 役
- ルドビコ☆Vol.08 『Little Alice－少年アリスの時間割－』（2012年7月25日 - 29日、シアターサンモール） - ウサギのマーチ 役
- 「ビジネスマン・ミュージカルWAYOUT」（2012年10月4日 - 18日、シアターグリーン BIG TREE THEATER）
- 舞台『風にゆれる、じっと見てる。』（2012年11月29日 - 12月2日、アサヒアートスクエア）
- FREE（S） STAGE×12 vol.4 「幽國の英雄」（2013年7月17日 - 21日、赤坂GENKI劇場）
- 劇団つきかげ『女海賊ビアンカ』
  - 東京公演（2013年11月27日 - 12月1日、AiiA Theater Tokyo）
  - 大阪公演（2014年4月19日 - 20日、森ノ宮ピロティホール）
- トウキョウ演劇倶楽部「二人のロミオと、二人のジュリエット」（2014年1月17日 - 19日、ザ☆キッチンNAKANO）
- animoproduce 第1回舞台公演『MY LIFE～今よりも、少しだけ高い場所へ～』（2014年6月25日 - 29日、笹塚ファクトリー）
- ミュージカル「虹のプレリュード」（2014年10月2日 - 5日、天王洲銀河劇場）
- Yukar　Productions「The　Waiting　Room」（2015年8月11日 - 16日、中野BONBON）
- SHOW BY ROCK!! MUSICAL ～唱え家畜共ッ!深紅色の堕天革命黙示録ッ!!～（2016年2月11日 - 16日、Zeppブルーシアター六本木） - テントウムツミ 役
- 『ゴーゴーボーイズ ゴーゴーヘブン』（2016年7月7日 - 31日、Bunkamuraシアターコクーン）
- 妄想歌謡劇「上を下へのジレッタ」（2017年5月7日 - 6月19日、Bunkamuraシアターコクーン 他）

### 映画
- テニミュ映画祭
  - 青学vs不動峰（2012年5月19日 - 25日、新宿バルト9 他）
- 死ガ二人ヲワカツマデ… 第一章 色ノナイ青（2012年9月1日公開、松村清秀監督）
- ハピネス イン リトル プレイス（2012年、松村清秀監督）

### TV
- 『もしも』（2009年、フジテレビ） - 執事 役
- アウトドアの達人が教える！車でキャンプ（2017年12月1日 - 、J:COM）

### イベント
- アンビシャス＆フォトブック出版記念 高樹京士郎・小野田龍之介ライブトーク（2011年2月20日、発明会館ホール）
- 『小野田龍之介 RYU’S FAMILY～ボウリング大会＆クリスマスパーティー～』（2012年12月9日、笹塚ボウル）
- 『The Show Case Vol.4』THAT’S CHAOTIC　ENTERTAINMENT !! ♂ MEN’S VARIETY　SHOOOOW !!! ♂（2013年5月5日、Studio Cube 326 ARK）